# 己珍蒙
己珍蒙，渤海国将领，己氏。
渤海文王大钦茂时，己珍蒙官至云麾将军。文王大兴二年（唐玄宗开元二十七年、日本天平十一年、739年）秋，七月，己珍蒙作为副使，奉命与若忽州都督胥要德等护送遣唐使平群广成归国，并出使日本。海中遇风暴，胥要德等四十人遇难。己珍蒙与平群广成至出羽登陆。十月、入平城京。十二月,上国书，献虎皮、罴皮各七张、豹皮六张、人参三十斤、蜜三斤。次年正月，圣武天皇答赠美浓绸三十匹、绢三十匹、丝锦等，并授位。二月，与日本使大伴犬养一起回到渤海国。